# 闘牛士

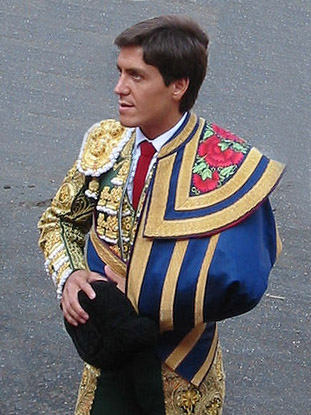
行進用のカポーテに身を包んだ闘牛士

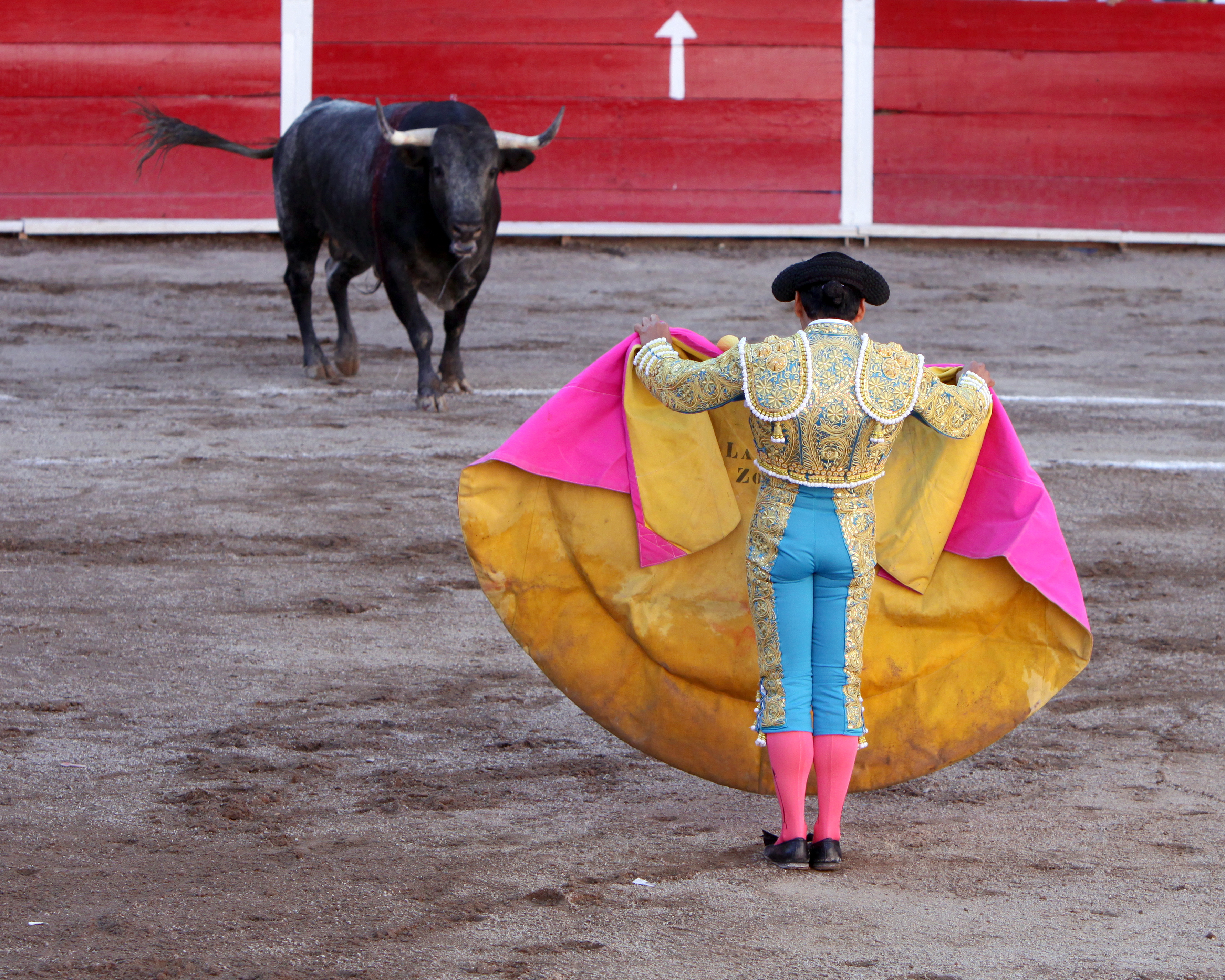
2010年5月、アグアスカリエンテスのフェリア・デ・サン・マルコス (Feria de San Marcos) における闘牛

闘牛士（とうぎゅうし、西: torero, matador）は、闘牛において牛 (toro) と闘う人のこと。
「トレーロ」「マタドール」とも言う。通常、闘牛士になるには充分な訓練を行っているが、命を落とすこともある危険な職業である。
また、闘牛士のランクには若い牛 (novillo) を相手に闘牛をする、ノビジェーロ (novillero) というカテゴリもあり、日本語ではしばしば見習い闘牛士と訳される。

## 闘牛士の役割
正闘牛士 (Torero matador)
闘牛競技の主役であり、牛に止めを刺す闘牛士。
助手、バンデリジェーロ (Banderillero)
カポーテを使い、闘牛士に牛の運動適正や性格を判断させるため競技前半に牛を操る。また、槍士のいる場所へと牛を誘導する。
槍士 (Picador)
馬上から牛の肩の瘤に槍を突き刺し牛を弱らせ、頭を下げさせる。

## 関連用語
カポーテ (Capote)
試合や行進の際に使うケープ。
ムレータ (Muleta)
最後の場面で使う赤いフランネル製の布とそれを支える棒。ムレータを右手に持つことをデレチャソ、左手に持つことをナトゥラルと言う。
バンデリラ (Banderilla)
マタドールと牛の一騎打ちとなるクライマックス（テルシオ・デ・ムエルテ）の前に3人のバンデリジェロによって牛に打ち込まれる、1人当たり2本の短い手銛。
アポテラード
闘牛士の代理人となる、日本で言う芸能プロダクションに値するポジション。闘牛士になるためにはアポテラードに会うのが第一条件といわれている。

## 主な闘牛士
- フランシスコ・ロメーロ - スペインの闘牛の原型を作った闘牛士。
- クリスティーナ・サンチェス - 女性闘牛士として有名。

## 闘牛士に関連したもの
社交ダンスの1つに、スペインの闘牛・フラメンコをモチーフにした「パソドブレ」というダンスがあり、ほとんどが「エスパニア・カーニ」という行進曲に合わせて振付けられる。

## 闘牛士をモチーフにしたもの
- マタドール (カクテル) - 命名の由来については定説がないが、「闘牛士」の意味を持つ「マタドール」の名がついている。